# Rottige Meente
De Rottige Meente (ook Rottige Meenthe) is een Nederlands natuurreservaat in de provincie Friesland, langs de grens met Overijssel. Het is in de 19e eeuw en 20e eeuw ontstaan door vervening. Het gebied maakt deel uit van de ecologische hoofdstructuur van Nederland en is Habitatrichtlijngebied. Per 2005 waren meer dan 1000 ha in dit gebied in bezit van Staatsbosbeheer.

## Naamgeving en ligging
Met "Rottige Meente" werd vroeger een veel kleiner gebied ten zuiden van Nijetrijne aangeduid. De streek die we nu als de Rottige Meenthe aanduiden stond vroeger bekend als de "Groote Veenpolder in Weststellingwerf".
Het gebied ligt tussen de riviertjes Tjonger en Linde en wordt doorsneden door de Scheene. Het wordt in het westen begrensd door de dorpen Munnekeburen, Scherpenzeel en Spanga. Midden in het gebied ligt Nijetrijne. In de jaren vijftig werd dwars door de Rottige Meente een weg aangelegd, van Wolvega naar Kuinre en de Noordoostpolder; de huidige N 351 (Pieter Stuyvesantweg).
Naar het zuiden toe, aan de overkant van de Linde, ligt eveneens een uitgestrekt laagveengebied: De Weerribben. Naar het noorden sluit het gebied min of meer aan bij een keten laagveenplassen langs de Kuinder, zoals het Brandemeer.

## Geschiedenis

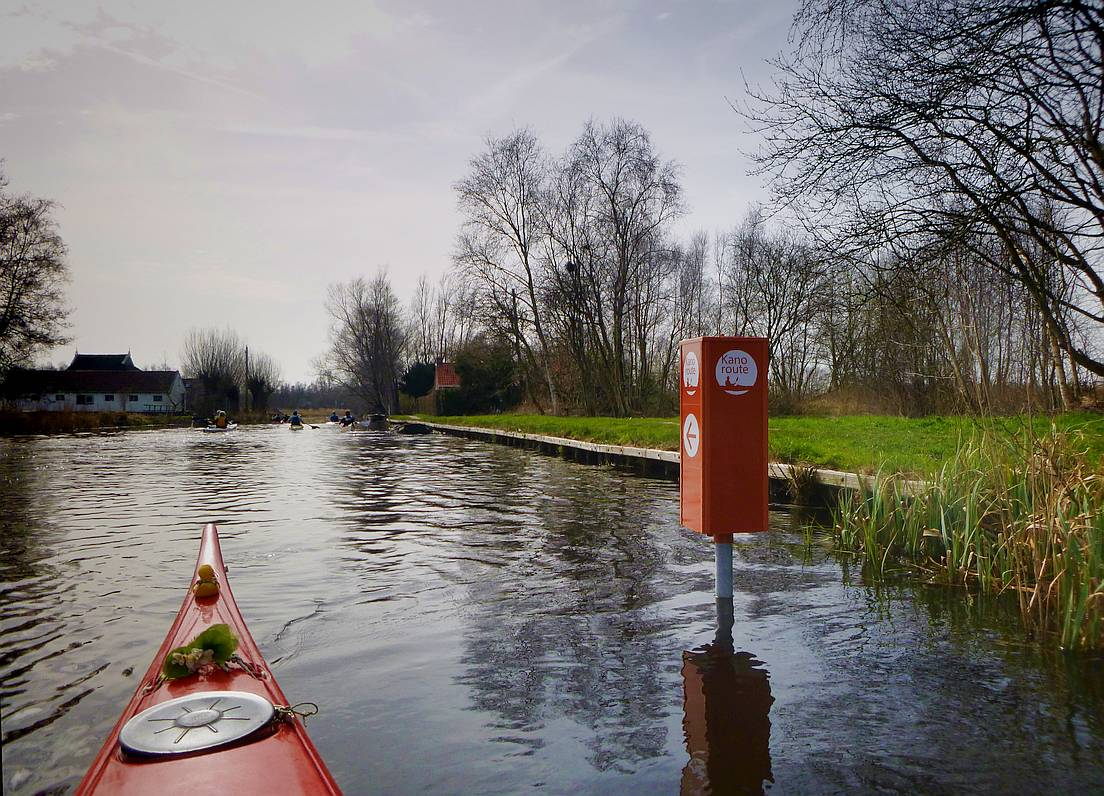
Begin van kanoroute (2018)

Rond 1900 begon hier de ontginning, die tot in de jaren vijftig werd voortgezet. Door het weggraven van het veen kwam de grondwaterspiegel lager te liggen, waardoor de restanten laagveen dreigden te verdrogen.
Om de grote vuurvlinder en de otter te beschermen werden in juni 1955 enkele percelen aangekocht. Nadien zijn nog diverse delen toegevoegd, onder andere in het kader van een ruilverkaveling. Petgaten en legakkers herinneren nog aan de turfwinning. Het gebied bestaat verder uit kleine graslandjes, trilvenen en veenmosrietlanden. De zeldzame groenknolorchis is er te vinden.

## Recreatie
In vergelijking met de nabijgelegen Weerribben zijn de mogelijkheden wat kleiner. Wel is er in het noordelijke deel van het gebied (omgeving Munnekeburen en Scherpenzeel) een bescheiden netwerk van wandelpaden aangelegd, deels over planken en bruggetjes. Als vaargebied is de Rottige Meente uitsluitend toegankelijk in fluisterbootjes, roeibootjes, kajaks en kano's.
Er is een route uitgezet.

## Windmolens in het gebied
In de Rottige Meente bevinden zich twee poldermolens, De Reiger en De Rietvink en verder acht windmotoren, waarvan een aantal nog functioneert.
Verder staat in het gebied de Tjasker Nijetrijne, een van de laatste boktjaskers in Nederland.